# Marcus Cleverly
Marcus Cleverly (ur. 15 czerwca 1981 w Hillerød) – duński piłkarz ręczny, bramkarz, reprezentant Danii. Były zawodnik Vive Targi Kielce. Obecnie zawodnik szwedzkiego Lugi Handboll.
Jest wychowankiem Team Helsinge. Występował także w klubach FC København, TSG Ossweil i TV Emsdetten. Do Vive przeszedł z niemieckiego TV Emsdetten. Z kieleckim klubem podpisał trzyletni kontrakt. We wrześniu 2012 nabawił się kontuzji, która wykluczyła go z gry na cały sezon. 8 lutego 2012 r. rozwiązał kontrakt z Vive Targi Kielce i przeszedł do Lugi.
W marcu 2009 roku zadebiutował w reprezentacji Danii. Wcześniej zaliczył 30 występów w reprezentacji młodzieżowej.
W rankingu Przeglądu Sportowego został wybrany na najlepszego zawodnika sezonu 2010/2011.
4 stycznia 2012 został zwycięzcą Plebiscytu Sportowego 2011 na najlepszego świętokrzyskiego sportowca organizowanego przez Echo Dnia.
8 lutego 2013 r. podczas konferencji prasowej w Kielcach, wspólnie z prezesem klubu Bertusem Servaasem poinformował o zakończeniu gry w Vive Targi Kielce. Powodem decyzji były przyczyny zdrowotne. Od sierpnia 2012 roku zawodnik narzekał na poważny uraz biodra, który uniemożliwił mu grę.
Od 2013 roku Marcus Cleverly będzie zawodnikiem szwedzkiego klubu Lugi HF Lund.

## Osiągnięcia
- Złoty Medalista Mistrzostw Polski:   2010, 2012
- Srebrny Medalista Mistrzostw Polski:   2011
- Zdobywca Pucharu Polski:  2010, 2011, 2012
- Złoty Medalista Mistrzostw Europy:   2012